# Rugby Viadana 2009-2010

## Super 10 2009-10

### Stagione regolare
| Incontro                | Andata | Ritorno |
| ----------------------- | ------ | ------- |
| L’Aquila — Viadana      | 22-20  | 6-28    |
| Viadana — Veneziamestre | 41-10  | 6-0     |
| I Cavalieri — Viadana   | 21-10  | 11-25   |
| Viadana — Rugby Roma    | 29-10  | 26-18   |
| Rovigo — Viadana        | 19-21  | 22-18   |
| Viadana — Benetton      | 22-6   | 33-39   |
| Parma — Viadana         | 11-32  | 24-28   |
| GRAN Parma — Viadana    | 13-10  | 15-19   |
| Viadana — Petrarca      | 36-6   | 26-23   |

#### Risultati della stagione regolare
| Posizione | G  | V  | N | P | PF  | PS  | DP   | B | Pt |
| --------- | -- | -- | - | - | --- | --- | ---- | - | -- |
| 3ª        | 18 | 13 | 0 | 5 | 430 | 276 | +154 | 9 | 61 |

### Fase finale
| Turno | Incontro           | Andata | Ritorno |
| ----- | ------------------ | ------ | ------- |
| SF    | Viadana — Rovigo   | 25-16  | 18-22   |
| F     | Benetton — Viadana | 16-12  | 16-12   |

## Coppa Italia 2009-10

### Prima fase

#### Girone B
| Incontro                | Risultato |
| ----------------------- | --------- |
| Viadana — L’Aquila      | 43-5      |
| Petrarca — Viadana      | 32-29     |
| Viadana — Rugby Roma    | 32-6      |
| Veneziamestre — Viadana | 27-31     |

#### Risultati del girone B
| Posizione | G | V | N | P | PF  | PS | DP  | B | Pt |
| --------- | - | - | - | - | --- | -- | --- | - | -- |
| 2ª        | 4 | 3 | 0 | 1 | 106 | 58 | +48 | 3 | 15 |

### Fase finale
| Turno | Incontro           | Risultato |
| ----- | ------------------ | --------- |
| SF    | Benetton — Viadana | 19-15     |

## Heineken Cup 2009-10

### Prima fase

#### Girone 3
| Incontro            | Andata | Ritorno |
| ------------------- | ------ | ------- |
| Clermont — Viadana  | 36-18  | 59-20   |
| Viadana — Leicester | 11-46  | 8-47    |
| Viadana — Ospreys   | 7-62   | 19-45   |

#### Risultati del girone 3
| Posizione | G | V | N | P | PF | PS  | DP   | B | Pt |
| --------- | - | - | - | - | -- | --- | ---- | - | -- |
| 4ª        | 6 | 0 | 0 | 6 | 83 | 295 | -212 | 0 | 0  |